# Bupleurum handiense
Bupleurum handiense es una especie de planta herbácea perteneciente a la familia de las apiáceas.

## Descripción
Bupleurum handiense se diferencia del resto de especies del género en las islas por sus hojas glaucas, con nerviación paralela y que son anchamente oblongo-ovadas (más estrechas en las plantas de Lanzarote), mucronadas u obtusas. Esta especie se incluye en el Catálogo de Especies Amenazadas de Canarias, como sensible a la alteración de su hábitat, en las islas de Lanzarote y Fuerteventura. 

## Hábitat
Se encuentra en los riscos.

## Distribución
Bupleurum handiense es un endemismo de las islas orientales de Canarias.

## Taxonomía
Bupleurum handiense fue descrita por (Bolle) G.Kunkel y publicado en Cuadernos de Botánica Canaria 28: 12. 1976[1977].
Etimología
Bupleurum: nombre genérico que deriva de dos palabras griegas bous y pleurón, que significa "buey" y "costa". Probable referencia a las ranuras longitudinales de las hojas de algunas especies del género. Este nombre fue usado por primera vez por Hipócrates y, de nuevo, en tiempos relativamente modernos, por Tournefort y Linneo.
handiense: epíteto geográfico que alude a la península de Jandía, en la isla de Fuerteventura, donde vive este endemismo, aunque también se encuentra en los riscos de Famara en Lanzarote.  
Sinonimia
- Bupleurum canescens[2]

## Nombre común
Se conoce como "anís de Jandía".